# Edward Müller
Edward Ryszard Müller (ur. 13 października 1958 w Gdańsku) – polski polityk, działacz związkowy, opozycjonista w okresie PRL, w latach 1989–1993 poseł na Sejm X i I kadencji.

## Życiorys
Ukończył w 1977 Zasadniczą Szkołę Zawodową Przemysłu Okrętowego dla Pracujących. W 1980 wstąpił do „Solidarności”. Mieszkaniec Gdańska do 1980, we wrześniu tegoż roku zamieszkał w Słupsku. Po wprowadzeniu stanu wojennego organizował podziemne struktury związku z województwie słupskim. Wchodził w skład Okręgowego Komitetu Oporu w Słupsku (1982) i tajnego zakładowego komitetu oporu w ZPC Pomorzanka w tym mieście (1981–1985).
W styczniu 1982 został dyscyplinarnie zwolniony z pracy. Jesienią tego samego roku internowano go w wojskowym obozie specjalnym w Chełmnie, w 1983 skazano go na karę 1 roku i 8 miesięcy pozbawienia wolności. Ponownie aresztowany w lutym 1985, osadzony w zakładzie karnym przy ul. Rakowieckiej w Warszawie, orzeczono wobec niego karę 1 roku i 2 miesięcy pozbawienia wolności, zwolniony w listopadzie 1985. Po wyjściu na wolność nawiązał współpracę z Liberalno-Demokratyczną Partią Niepodległość. Wiosną 1986 skok z pierwszego piętra uratował go przed kolejnym zatrzymaniem, był poszukiwany listem gończym, jesienią tego samego roku skorzystał z amnestii.
W 1987 podjął współpracę z Komitetem Helsińskim w Polsce. W tym samym czasie stanął na czele Międzyregionalnej Komisji Koordynacyjnej Pomorza Środkowego Koszalin-Słupsk. W latach 1986–1989 był przewodniczącym Międzyzakładowej Komisji Koordynacyjnej Miasta Słupska. W drugiej połowie lat 80. wydawał „Pobudkę” (pismo polskich kombatantów) i „OKO” (biuletyn MKK w Słupsku, następnie MKKPŚ Koszalin-Słupsk), redagował także pisma „Ucho” oraz „Rewers”, zajmował się też organizowaniem kolonii letnich dla dzieci represjonowanych działaczy podziemia.
Był jedną z osób upoważnionych do ponownej rejestracji NSZZ „Solidarność”, która nastąpiła 17 kwietnia 1989. Pełnił funkcje przewodniczącego Tymczasowego Zarządu Regionu Słupskiego związku, następnie do 1990 wchodził w skład Krajowej Komisji Wykonawczej związku, a do 1994 kierował zarządem Regionu Słupskiego. W tym samym czasie był członkiem Komisji Krajowej. W maju 1989 w trakcie trwania kampanii wyborczej do Sejmu wykrył podsłuch w słupskim Komitecie Obywatelskim, który został założony przez funkcjonariuszy Służby Bezpieczeństwa.
Pełnił funkcję posła na Sejm X kadencji z ramienia Komitetu Obywatelskiego, wybrany w okręgu słupskim (zasiadał w Komisji Administracji i Spraw Wewnętrznych oraz Komisji Nadzwyczajnej do zbadania działalności Ministerstwa Spraw Wewnętrznych). W 1991 uzyskał reelekcję na Sejm I kadencji z listy związkowej z okręgu koszalińsko-słupskiego (zasiadał ponownie w KAiSW oraz Komisji Obrony Narodowej). W latach 1996–1997 przewodniczył regionalnym strukturom Ruchu Odbudowy Polski.
W 2000 powrócił do aktywnej działalności w NSZZ „S”. Do 2002 był przewodniczącym regionalnej komisji rewizyjnej, następnie został przewodniczącym komisji zakładowej NSZZ „Solidarność” w Regionalnym Centrum Krwiodawstwa i Krwiolecznictwa w Słupsku.
W 2017 wojewoda Dariusz Drelich powołał go w skład Pomorskiej Wojewódzkiej Rady Konsultacyjnej do Spraw Działaczy Opozycji Antykomunistycznej oraz Osób Represjonowanych z Powodów Politycznych, w której zasiadał do 2024.
Jest ojcem Piotra Müllera.

## Odznaczenia
W 2001 wyróżniony przez ministra kultury i dziedzictwa narodowego odznaką Zasłużonego Działacza Kultury. Postanowieniem z 28 sierpnia 2009 został odznaczony przez prezydenta Lecha Kaczyńskiego Krzyżem Komandorskim Orderu Odrodzenia Polski (za wybitne zasługi w działalności na rzecz przemian demokratycznych w Polsce). W 2016 prezydent Andrzej Duda nadał mu Krzyż Wolności i Solidarności. Uzyskał status pokrzywdzonego nadany przez Instytut Pamięci Narodowej.